# I Can Only Imagine (canción de MercyMe)
«I Can Only Imagine» es una canción de la banda de rock cristiano MercyMe. Escrita y compuesta por el cantante principal Bart Millard, fue grabada originalmente para el álbum independiente de la banda de 1999, The Worship Project, antes de ser incluida en su álbum debut de 2001 con un sello importante Almost There. La canción fue la última que se escribió para The Worship Project. Al escribirlo, Millard se basó en sus pensamientos sobre la muerte de su padre. Líricamente, imagina cómo sería estar frente a Dios en el Cielo; se abre con solo un piano antes de construir para incluir guitarra y batería.
Después de ser lanzado el 12 de octubre de 2001, como el segundo sencillo de Almost There, «I Can Only Imagine» se convirtió en un gran éxito en la radio cristiana; pasó dos semanas en el número 1 en la lista Christian AC y se convirtió en el sencillo cristiano más reproducido de 2002. Se convirtió en un éxito inesperado en otras listas en 2003, alcanzando el puesto número 71 en el Billboard Hot 100 y el número 5 en la lista Billboard Adult Contemporary, al mismo tiempo que alcanzó el top 40, el top 40 para adultos y las listas de radio country. La canción volvió a las listas después de que su historia se adaptara a una película de 2018 del mismo nombre, alcanzando el puesto número 1 en la lista Billboard Christian Songs y el número 10 en la lista Billboard Digital Songs.
"I Can Only Imagine" recibió críticas positivas de los expertos. Se elogió especialmente su letra, y algunos críticos la llamaron la mejor canción de Almost There. Recibió los premios Dove a Canción del año y Canción pop/contemporánea grabada del año en la 33ª edición de los Premios GMA Dove, lo que también le valió a Millard el premio a Compositor del año; también ganó el premio al compositor del año en la 25ª edición de los premios de música cristiana de la Sociedad Estadounidense de Compositores, Autores y Editores (ASCAP). En 2004, la revista CCM la clasificó como la cuarta mejor canción de la música cristiana, y desde entonces se ha convertido en la canción más reproducida en la historia de la radio cristiana, así como en la canción cristiana más vendida de todos los tiempos; ha sido certificado cinco veces platino por la Recording Industry Association of America (RIAA) y, desde abril de 2018, ha vendido más de 2,5 millones de copias.

## Otras versiones

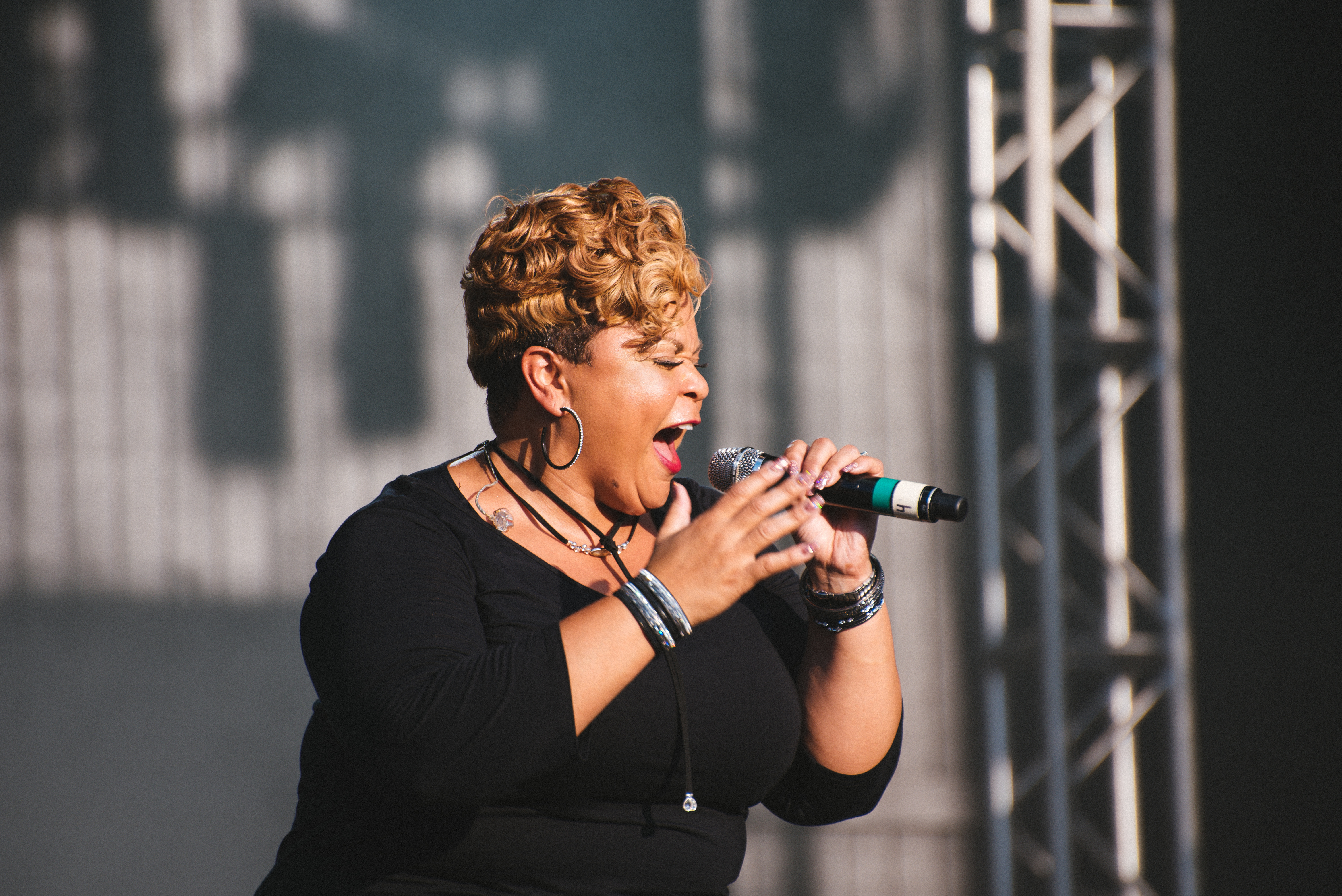
La versión de la cantante de gospel Tamela Mann de "I Can Only Imagine" pasó 13 semanas en el número 1 de la lista Billboard Gospel Songs.

Tanto una versión acústica como en vivo de «I Can Only Imagine» se incluyeron en Almost There Platinum Edition, que se lanzó en agosto de 2006. MercyMe lanzó una nueva grabación de la canción en su álbum iTunes Originals, que se lanzó en marzo de 2008.  En su álbum recopilatorio 10, MercyMe lanzó una nueva grabación de la canción con la London Session Orchestra, así como una versión en vivo. Para su álbum recopilatorio de 2018 I Can Only Imagine: The Very Best of MercyMe, lanzado para conmemorar el lanzamiento de la película, la banda grabó una versión actualizada titulada «I Can Only Imagine (The Movie Session)», que alcanzó su punto máximo en No. 19 en la lista Billboard Christian Songs. 
«I Can Only Imagine» ha sido versionada por varios artistas. En 2002, Amy Grant lanzó su versión reelaborada de la canción, titulada «Imagine» y combinada con «Sing the Wondrous Love of Jesus», en su álbum Legacy... Hymns and Faith. La versión de 2003 del cantante de country Jeff Carson alcanzó el puesto 50 en la lista Country Songs,  y en 2014, la versión de la canción de la cantante de gospel Tamela Mann pasó 13 semanas en la cima de la lista Billboard Gospel Songs.  En mayo de 2017, Aliyah Moulden, finalista en tercer lugar en la temporada 12 del programa de competencia de telerrealidad The Voice, interpretó la canción en el programa;  su versión debutó y alcanzó el puesto número 4 en la lista Billboard Christian Songs, vendiendo 15.000 copias en su primera semana y pasando dos semanas en la lista en total. 
En el idioma español, también se hicieron versiones, siendo la más conocida la que interpretó Ricardo Rodríguez, «Puedo imaginarme», que otros artistas luego tomarían como base para sus versiones como la banda Vertical; y Triple Seven y Sammy para el álbum Rompiendo los límites.

## Personal
MercyMe
- Bart Millard - voces
- Jim Bryson – teclado
- Nathan Cochran - bajo, coros
- Mike Scheuchzer - guitarra, coros
- Robby Shaffer – Tambor

Artistas adicionales
- Paltrow Performance Group – cuerdas

Técnico
- Julian Kindred – ingeniero
- Pete Kipley – productor, programación
- Skye McCaskey  – ingeniero
- Salvo – mezcla
- Shane Wilson – mezcla

## Certificaciones
- 5x Platinum (5,000,000) - RIAA